# Leng Ngeth
Leng Ngeth (en khmer : ឡេង ង៉ែត ; né en 1900 à Phnom Penh et mort en 1975) est un homme politique cambodgien, Premier ministre du Cambodge entre le 26 janvier et le 3 octobre 1956. Il exerça la fonction d'ambassadeur à Pékin de 1958 à 1962.